# Wassili Wjatscheslawowitsch Schetalin
Wassili Wjatscheslawowitsch Schetalin (* 18. Juli 1982) ist ein belarussisch-russischer Biathlet.
Wassili Schetalin hatte seine ersten internationalen Einsätze 2006 im Rahmen der Weltmeisterschaft im Sommerbiathlon in Chanty-Mansijsk, wo sein bestes Ergebnis ein 14. Platz im Massenstart war. Zu Beginn der Saison 2007/08 trat Schetalin im Biathlon-Europacup an. Schon in seinem ersten Rennen, einem Sprint in Geilo, wurde er Dritter. Nach weiteren guten Ergebnissen konnte er auf der dritten Station des Biathlon-Weltcups in Pokljuka sein erstes Rennen bestreiten. Mit der belarussischen Staffel belegte er den zehnten Rang. Seit 2009 startete er im IBU-Cup für Russland und ist dort auch Meister des Sports.

## Biathlon-Weltcup-Platzierungen
Die Tabelle zeigt alle Platzierungen (je nach Austragungsjahr einschließlich Olympische Spiele und Weltmeisterschaften).
- 1.–3. Platz: Anzahl der Podiumsplatzierungen
- Top 10: Anzahl der Platzierungen unter den ersten zehn (einschließlich Podium)
- Punkteränge: Anzahl der Platzierungen innerhalb der Punkteränge (einschließlich Podium und Top 10)
- Starts: Anzahl gelaufener Rennen in der jeweiligen Disziplin
- Staffel: inklusive Mixed- und Single-Mixed-Staffeln

| Platzierung         | Einzel | Sprint | Verfolgung | Massenstart | Staffel | Gesamt |
| ------------------- | ------ | ------ | ---------- | ----------- | ------- | ------ |
| 1. Platz            |        |        |            |             |         |        |
| 2. Platz            |        |        |            |             |         |        |
| 3. Platz            |        |        |            |             |         |        |
| Top 10              |        |        |            |             | 2       | 2      |
| Punkteränge         |        |        |            |             | 2       | 2      |
| Starts              |        | 5      | 1          |             | 2       | 8      |
| Stand: Karriereende |        |        |            |             |         |        |